# Juruá (tiểu vùng)
Juruá là một tiểu vùng thuộc bang Amazonas, Brasil, Brasil. Tiều vùng này có diện tích 122115 km², dân số năm 2007 là 117250 người.